# Алваро де Луна
Алваро де Луна (шп. Álvaro de Luna; између 1388. и 1390 — 2. јули 1453) је био војвода од Трухиља, први гроф од Сан Естребана де Гормаза. Био је истакнути кастиљански политичар и војсковођа, миљеник краља Хуана II од Кастиље. Позорник од Кастиље (1423—1453), Велики мајстор витешког реда Сантијаго у периоду од 1445. до 1453.

## Рани период живота
Рођен је у провинцији Куенка, као син кастиљанског племића Алвара Мартинеза де Луне и Марије Фернандез.
Службу је започео као паж свог стрица Педра де Луне, надбискупа од Толеда. Алваро је убрзо стекао невероватни утицај над младим краљем захваљујући свом достојанственом држању, љубазним понашањем као и одличном борбеном вештином.
Временом су његови политички непријатељи утицај над краљем приписивали вештичарењу.

## Краљев миљеник
Млади краљ Хуан је гледао на Алвара де Луну са великим поштовањем, тражећи у њему јак ослонац за борбу против претендента на престо и корумпираног племства. Све док је уживао краљево поверење Де Луна је представљао централну фигуру краљевине Кастиље. Поједини историјски извори гледају на њега на два начина, једни га сматрају користољубивим племићем док други на њега гледају као на лојалног слугу круне у борби против племства.
Године 1431. Алваро настоји да ангажује немирно племство и покреће рат за освајање Гранаде, која се још увек налази у арапским рукама. Након почетних успеха поход пропада због бунта племства и незаинтересованости краља. Бунт племства временом је растао и ескалирао у сукоб код Олмеда 1445. године. Алваро де Луна побеђује побуњенике и исте године добија титулу Великог мајстора витешког реда Сантијага.

## Хапшење и погубљење
Након дворских интрига краљ наређује његово хапшење. Хапшење Алвара де Луне доводи до побуне његових присталица против краља. Побуна бива угушена а Алваро де Луна је осуђен и погубљен одсецањем главе у близини Ваљадолида 2.јуна 1453. године.